# Жар (Осташковский район)
Жар — деревня в Осташковском районе Тверской области.

## География
Находится в западной части Тверской области на расстоянии приблизительно 8 км на север по прямой от районного центра города Осташков на восточном берегу озера Селигер.

## История
Деревня была показана ещё на карте 1825 года. В 1859 году здесь (деревня Осташковского уезда) было учтено 60 дворов, в 1941 — 87. До 2017 года входила в Сорожское сельское поселение Осташковского района до их упразднения.

## Население
Численность населения: 437 человек (1859 год), 24 (русские 100 %) в 2002 году, 19 в 2010.

## Рекреация
База отдыха «Селигерские Зори» (владелец ООО «Газпром трансгаз Москва»).